# Mısmıl Çayı
La rivière de Mısmıl (Mısmıl Çayı) est un cours d'eau de Turquie coupé par le barrage de 4 Eylül et un affluent du Kızılırmak. 

## Géographie
Cette rivière conflue avec le fleuve Kızılırmak à Sivas, moins de 15 km en aval du barrage.